# Numa (nome)
Numa  è un nome proprio di persona italiano maschile.

## Origine e diffusione
Si tratta di una ripresa rinascimentale del nome di Numa Pompilio, il secondo re di Roma. Il nome, in latino Numa, potrebbe avere origini sabine, ed è forse correlabile all'osco Nium, a sua volta di possibili origini etrusche.

## Onomastico
Il nome è adespota, cioè privo di santo patrono; l'onomastico può essere festeggiato il 1º novembre, in occasione di Ognissanti.

## Persone

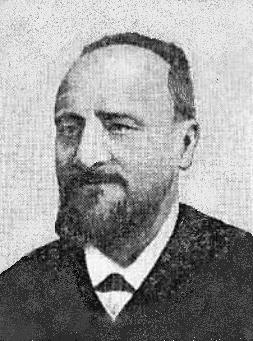
Numa Preti

- Numa Andoire, calciatore e allenatore di calcio francese
- Numa Palazzini, patriota, giornalista e politico italiano
- Numa Preti, scacchista, scrittore ed editore francese
- Numa Pompilio Tanzini, religioso italiano

Storia romana
- Numa Marcio, politico romano
- Numa Pompilio, re di Roma